# Saint-Sauveur-de-Montagut
Saint-Sauveur-de-Montagut – miejscowość i gmina we Francji, w regionie Owernia-Rodan-Alpy, w departamencie Ardèche.
Według danych na rok 1990 gminę zamieszkiwało 1396 osób, a gęstość zaludnienia wynosiła 121 osób/km² (wśród 2880 gmin regionu Rodan-Alpy Saint-Sauveur-de-Montagut plasuje się na 605. miejscu pod względem liczby ludności, natomiast pod względem powierzchni na miejscu 1009.).

## Populacja

Populacja Saint-Sauveur-de-Montagut w latach 1962-2008